# 泰皮科柳山 (梅希約內斯縣)
18°54′58″S 68°49′33″W / 18.91611°S 68.82583°W
泰皮科柳山（Taypi Qullu），是玻利維亞的山峰，位於該國西部奧魯羅省梅希约内斯县，處於拉拉姆普卡拉山西南面和漢科科柳山西北面，屬於安第斯山脈中玻利維亞西部山脈的一部分，海拔高度5,062米。